# Beizama
Beizama ist ein Dorf und eine Gemeinde in der Provinz Gipuzkoa in der spanischen Autonomen Gemeinschaft Baskenland mit 130 Einwohnern (Stand: 2024). 

## Geographie
Beizama liegt im Norden der iberischen Halbinsel etwa 28 Kilometer südwestlich von Donostia-San Sebastián und etwa 70 Kilometer ostsüdöstlich von Bilbao in einer Höhe von ca. 485 m. Der Fluss Urrestilla, der die Gemeinde im Westen begrenzt, wird hier aufgestaut.
Das Klima ist wegen der Nähe zur Küste noch stark vom Seeklima mit gemäßigten Sommern und milden Wintern geprägt.

## Bevölkerungsentwicklung
| Jahr      | 1970 | 1981 | 1991 | 2001 | 2011 | 2021 |
| Einwohner | 292  | 171  | 175  | 157  | 182  | 144  |

## Sehenswürdigkeiten
- Peterskirche aus dem 16. Jahrhundert

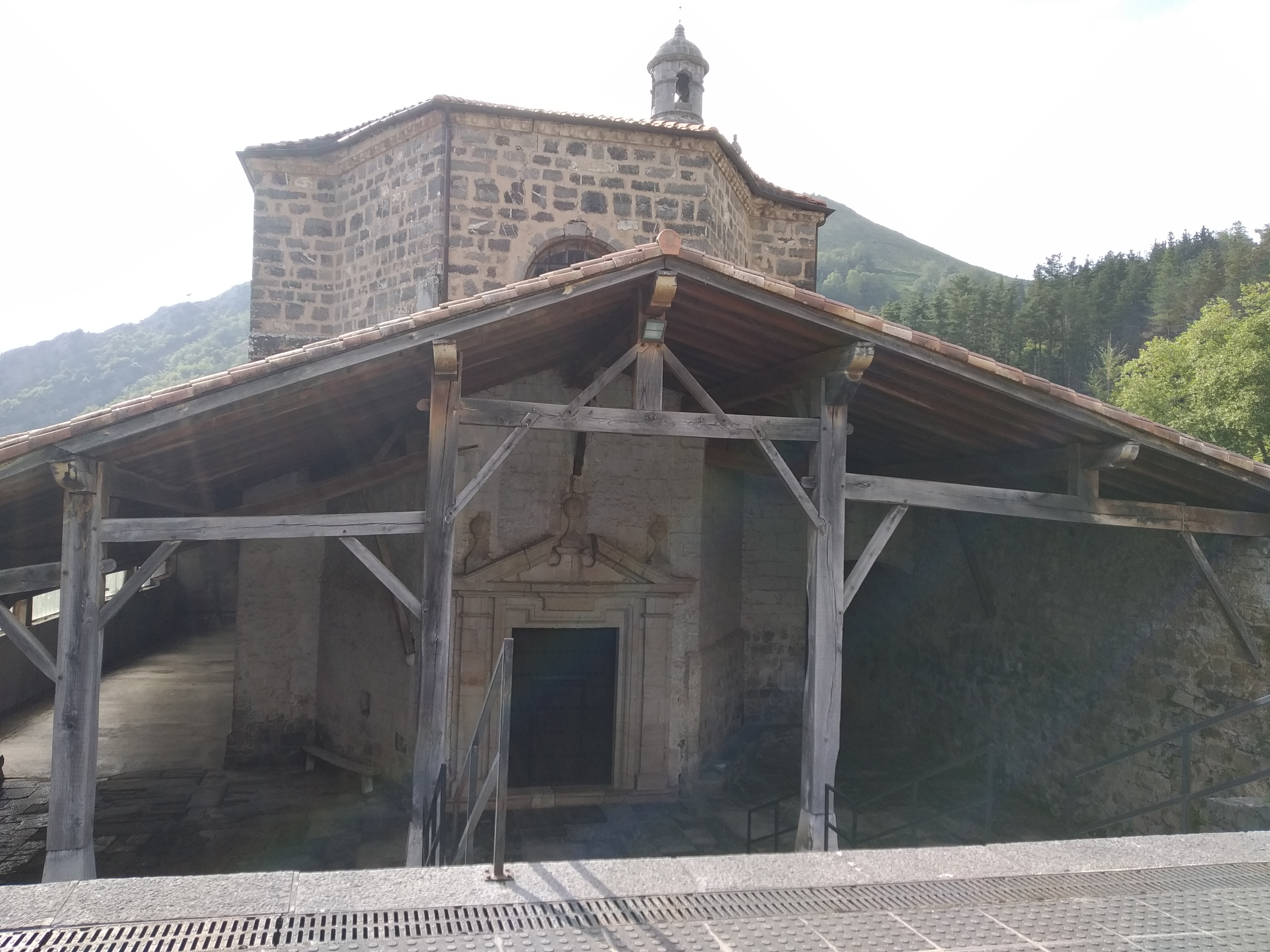
Peterskirche
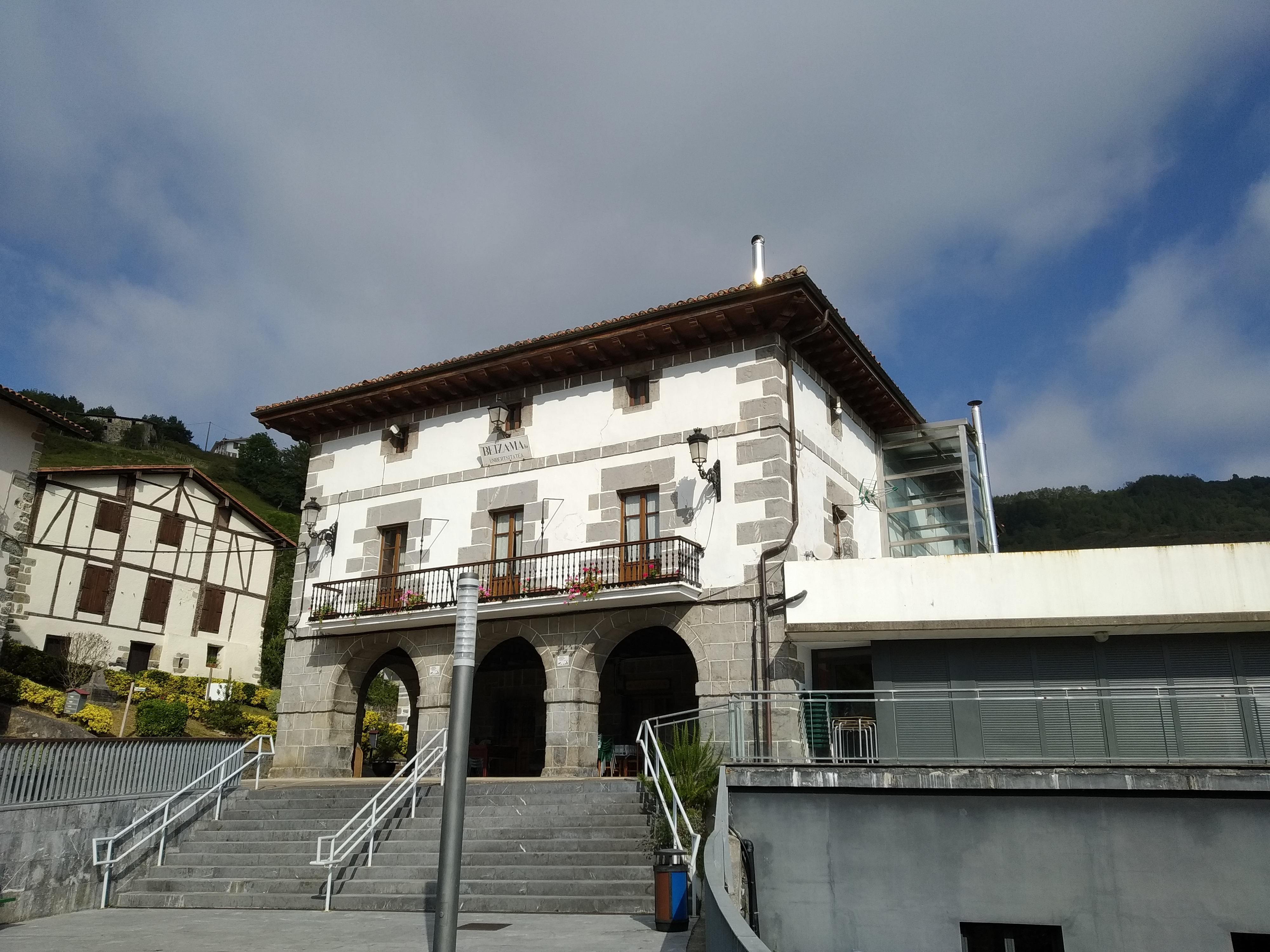
Rathaus

## Söhne und Töchter der Stadt
- Pedro Otaegi (* 1938), Schauspieler